# Yuankou (sockenhuvudort i Kina, Hunan Sheng, lat 25,00, long 111,06)
Yuankou (kinesiska: 源口) är en sockenhuvudort i Kina. Den ligger i provinsen Hunan, i den södra delen av landet, omkring 400 kilometer sydväst om provinshuvudstaden Changsha. Antalet invånare är 6 705. Befolkningen består av 3 281 kvinnor och 3 424 män. Barn under 15 år utgör 19,0 %, vuxna 15-64 år 70 %, och äldre över 65 år 9,0 %.
Runt Yuankou är det ganska tätbefolkat, med 149 invånare per kvadratkilometer. Närmaste större samhälle är Cushijiangzhen, 12,4 km nordväst om Yuankou. I omgivningarna runt Yuankou växer i huvudsak blandskog.
Genomsnittlig årsnederbörd är 2 112 millimeter. Den regnigaste månaden är juni, med i genomsnitt 370 mm nederbörd, och den torraste är oktober, med 46 mm nederbörd.